# 南宝镇
南宝镇，是中华人民共和国海南省临高县下辖的一个乡镇级行政单位。

## 行政区划
南宝镇下辖以下地区：
武郎村、南宝村、郎基村、松明村、松梅村、博廉村、古道村、好贤村和光吉农场村。